# O-MENZ
O-MENZ（オーメンズ）は、「ダンステロリスト集団」を名乗る日本の5人組ストリートダンスパフォーマー。
全員が和風のお面をかぶり、素顔を隠している。所属事務所はMETEORA st.（メテオラストリート）。 ファンネームは「共犯者」。

## 概要
2020年5月結成。TikTokなどのSNSをメインフィールドに活動を始める。メンバーはもともと全員プロのダンサーだったが、ダンスだけで生計を立てるのが難しく悩んでいたところを、リーダーである般若の声がけによりO-MENZを結成することとなった。
TikTokへの短いダンス動画投稿を中心に活動を続け、路上ライブやフリーライブを繰り返しながらファンを獲得。2023年からはオリジナル曲もリリースしている。2024年には初のワンマン全国ツアー「AREA ROCK」で5都市を回り、Zepp Shinjukuにてファイナルを迎えた。
本名、素顔、年齢、身長などは非公開。結成当初は肉声も未公開だったが、2021年に肉声を公開。以降はミステリアスなお面と軽快なトークのギャップもセールスポイントとしている。
各々得意とするダンスジャンルが分かれており、同じ振り付けであっても5人それぞれの個性を活かして踊ることが特徴。ソロパートでは得意のスタイルを存分に発揮したダンスを披露する。

## メンバー
| 名前           | 誕生日   | 出身地           | ダンススタイル         | メンバーカラー | ファンネーム | 加入年月日    |
| -------------- | -------- | ---------------- | ---------------------- | -------------- | ------------ | ------------- |
| 般若           | 12月2日  | 福岡県大牟田市   | クランプ               | 黒色           | 明太子       | 2020年5月31日 |
| おかめ         | 5月31日  | 兵庫県           | ポップ・アニメーション | 紫色           | ハイセンス   | 2020年5月31日 |
| 隈取（二代目） | 6月19日  | 神奈川県相模原市 | ブレイク               | オレンジ色     | 隈取軍団     | 2022年8月7日  |
| 狐（二代目）   | 7月7日   | 神奈川県相模原市 | ポップ                 | 青色           | （未定）     | 2022年8月7日  |
| 阿形           | 12月20日 | 神奈川県相模原市 | ロック                 | 赤色           | あぎょ担     | 2020年5月31日 |

般若
肩書きは「Mastermind of O-MENZ」。能面の般若の面をつけている。O-MENZの創設者でありリーダー。あだ名は「キング」。5人のまとめ役である他、ライブの演出や映像制作、衣装制作などにも携わる。銀髪がトレードマーク。オリジナル曲ではラップを担当。ダンスの世界大会で優勝経験がある。
おかめ
肩書きは「Balance of O-MENZ」。「おかめ」という名前ではあるが、着用しているのは下膨れのいわゆるおかめの面ではなく、能面の女面「増女」を模したもの。メンバーの中では最年長で、「優しさ担当」。ゲームが好きなインドア派。SNSにアップする動画の編集も担当する。ダンスの日本大会で優勝経験がある。
隈取（二代目）
肩書きは「Brave of O-MENZ」。歌舞伎の隈取が施されたお面を、初代隈取より引き継いで着用している。あだ名は「隈ちゃん」、「団長」。筋肉が自慢の漢気あふれるキャラ。おかめ同様、SNS用の動画撮影や編集も行う。2024年に、DDTプロレスリングにてプロレスデビューを果たしている。
狐（二代目）
肩書きは「Silence of O-MENZ」。能楽や神楽で使用されるような狐面を、初代狐より引き継いでかぶっている。あだ名は「きっつん」。敬語で話す紳士キャラ。得意ジャンルであるポッピンの他にも多彩なダンススタイルを幅広くこなし、ステージではアクロバットを披露することもある。
阿形
肩書きは「Innocence of O-MENZ」。金剛力士像の阿形の顔を模した面を用いる。あだ名は「あぎょたん」。メンバーの中では最年少で、はつらつとしたやんちゃキャラ。オリジナル曲ではボーカルを担当。公式Youtubeチャンネルに「歌ってみた」動画もアップしている。ダンスの世界大会で優勝経験がある。

### 旧メンバー
烏天狗
O-MENZ結成時より所属。本業に専念するため、2021年11月卒業。
隈取（初代）
O-MENZ結成時より所属。本業に専念するため、2022年6月卒業。
狐（初代）
O-MENZ結成時より所属。本業に専念するため、2022年6月卒業。

## 経歴

### 2020年
2020年5月31日　O-MENZ結成。TikTokに最初の動画を投稿。当時のメンバーは般若、おかめ、隈取（初代）、狐（初代）、阿形、烏天狗の6人。
2020年9月12日　公式YouTubeチャンネル初投稿。

### 2021年
2021年3月27日　コロナ禍の中、初のオンラインライブ「Welcome to O-MENZ」開催。
2021年5月30日　渋谷duo MUSIC EXCHANGEにて初の有観客ライブ「1st Anniversary Live『LOOP』」開催。
2021年11月　烏天狗が卒業。「平日はビジネスマンとして日々仕事をしている」「自分が歩みたい道を進むためにも、今後O-MENZの成長を妨げないためにもO-MENZから離れることがベストだと考え、卒業を決意しました」としている。
2021年11月　オリジナルお面作成のためクラウドファンディングを実施。結成以降市販のお面を使用していたが、特殊メイク・造形製作師のAmazing JIROに依頼し、新しいお面を作成した。
2021年12月　TBSテレビ「THE鬼タイジ～大晦日決戦in鬼ヶ島～」プロモーション用ダンス「鬼ダンス」振付を担当。

### 2022年
2022年6月5日　隈取（初代）、狐（初代）卒業。狐は「社会人とO-MENZとしての活動はどうしても両立が難しく、こういった決断に至りました」、隈取は「O-MENZ以外の仕事が忙しくチームとしての活動に専念するための十分な時間がとれない中途半端な状態で、O-MENZに関わっていくのは他のメンバーやファンの皆様に申し訳ない」としている。公式からは、「今後O-MENZは三人体制で歩み続けます」と発表された。
2022年8月7日　隈取（2代目）、狐（2代目）加入。他のメンバーと同様、新メンバーの2人も般若のスカウトにより加入している。
2022年10月9日　事務所「METEORA st.」に所属。所属経緯は社長を務めるREAL AKIBA BOYZのけいたんと、般若との縁。
2022年12月10日　グレースバリ上野公園前店にて初のファンミーティング「ワルダクミ」開催。
2022年12月11日　公式ファンクラブ「O-MENZ犯行計画書」発足。
2022年12月4日～16日　Repezen Foxx全国ツアー「チャンネル登録1000万人いくまで終わらないライブツアー2022」にダンサーとして参加。

### 2023年
2023年2月28日　iamSHUMとのコラボ曲「FAKE TOKYO」配信リリース。O-MENZはダンサーとしての参加だが、iamSHUMの「バックダンサーみたいな感じで名前が出ないのは嫌」という考えから「iamSHUM & O-MENZ」という名義でリリースされた。
2023年3月4日　バレーボールV.LEAGUE 東京グレートベアーズのハーフタイムショーに出演。以降2024年、2025年も同時期に出演している。
2023年3月28日　TBSテレビ音楽番組「PLAYLIST」に「FAKE TOKYO」でテレビ初出演。
2023年5月24日　WANER HYPE MUSICより1stシングル「O-MEN」配信リリースでメジャーデビュー。サウンドプロデュースは「FAKE TOKYO」でコラボしたiamSHUM。以降、3rdシングル「HERO」まで携わる。なおWANER HYPE MUSICはWARNER MUSIC内のiamSHUMによるレーベルである。
2023年7月21日　WARNER HYPE MUSICより2ndシングル「LALI LALI」配信リリース。「O-MEN」とともにライブの定番曲となっている。
2023年9月16日　CLMX Recordsより3rdシングル「HERO」配信リリース。ボーカルが印象的なミディアムチューンで、ライブではダンスをせずボーカルの阿形が歌を披露する形になっている。
2023年10月1日　フリーライブツアー「百戦錬磨」を開始。「O-MENZの武者修行」と称し、全国のショッピングセンターやイベント会場などで無料ライブを行う。主に東京で活動していたO-MENZが全国へ活動範囲を広げるきっかけとなった。以降年間20公演ほどをこなしている。
2023年12月6日　学園もののボイスドラマ「O-MENZ物語」をYoutubeチャンネルにて配信。お面を外した姿を二次元化したイラストを使用。メンバーが声優に挑戦している。
2023年12月25日　E.R.A RECORDSより4thシングル「RED」配信リリース。

### 2024年
2024年2月2日　MAGNET by SHIBUYA109 5階JOL Collab Storeにてポップアップストア「謎のグッズ屋さん」開催。メンバーも店頭に現れた。
2024年4月5日　ホラー映画「オーメン：ザ・ファースト」にインスパイアされたダンス動画を公開。グループ名と作品タイトルに親和性があるためオファーがあったという。
2024年9月29日～　初のワンマン全国ツアー「AREA ROCK」北海道・福岡・名古屋・大阪・東京で開催。
2024年10月5日　E.R.A RECORDSより5thシングル「JAPAN」配信リリース。ラップ担当の般若が単独で歌唱する初の楽曲。
2024年10月19日　E.R.A RECORDSより6thシングル「RESET」配信リリース。失恋を歌うバラードで、ライブでは「HERO」同様メンバーはダンスをせず阿形のみがステージで歌唱する。
2024年12月28日　隈取が両国国技館にて開催のDDTプロレス「Ultimate Party 2024」にてプロレスデビュー。他のメンバーも応援に駆け付け、リング上でダンスを披露した。

### 2025年
2025年2月20日　E.R.A RECORDSより7thシングル「TTT」配信リリース。「TTT」は「Time Table Tero」の意。
2025年4月13日　E.R.A RECORDSより8thシングル「BABY」配信リリース。
2025年5月24日・25日　渋谷LINE CUBEにてワンマンライブ「ALL IN」2日間開催。当初は5月24日のみの予定であったが、応募総数が5000件を超え、急遽5月25日の追加公演が決定した。
2025年7月1日　隈取が左膝の負傷を発表。O-MENZのライブパフォーマンス参加及びプロレス参戦を当面見合わせることとなった。
2025年8月2日　DOESとのツーマンライブ「Live Chipher Vol.1」開催。
2025年9月3日　岩下食品の商品「岩下の新生姜」とコラボ。岩下の新生姜ミュージアムにてコラボグッズの販売などを行う。9月26日にはフリーライブツアー「百戦錬磨-進-」にて岩下の新生姜キャラクター「イワシカちゃん」とのコラボ回を開催。
2025年10月5日～　初のファンミーティングツアー「ワルダクミ～秋の大遠足～」東京・名古屋・大阪・福岡・仙台で開催。

### 2026年
2026年2月22日　東京国際フォーラム ホールAにてワンマンライブ「PRIDE & MYTHOLOGY」開催。

## ディスコグラフィ

### 配信シングル
| #   | リリース日     | タイトル  | レーベル         |
| --- | -------------- | --------- | ---------------- |
| 1st | 2023年5月25日  | O-MEN     | WANER HYPE MUSIC |
| 2nd | 2023年7月21日  | LALI LALI | WANER HYPE MUSIC |
| 3rd | 2023年9月16日  | HERO      | CLMX Records     |
| 4th | 2023年12月25日 | RED       | E.R.A RECORDS    |
| 5th | 2024年10月5日  | JAPAN     | E.R.A RECORDS    |
| 6th | 2024年10月20日 | RESET     | E.R.A RECORDS    |
| 7th | 2025年2月20日  | TTT       | E.R.A RECORDS    |
| 8th | 2025年4月13日  | BABY      | E.R.A RECORDS    |

## ライブ

### ワンマンライブ
| 開催日                       | タイトル                                         | 会場 |
| ---------------------------- | ------------------------------------------------ | --- |
| 2021年5月30日                | 1st Anniversary Live「LOOP」                     | 渋谷duo MUSIC EXCHANGE |
| 2021年12月24日               | O-MENZ LIVE「Birth」                             | 東京キネマ倶楽部 |
| 2022年9月10日                | O-MENZ LIVE 2022「Rebirth」                      | 初台DOORS |
| 2023年2月4日                 | O-MENZ LIVE 2023「NovelCrown」                   | 渋谷duo MUSIC EXCHANGE |
| 2023年7月9日                 | O-MENZ ONEMAN LIVE PROJECT「TIME」               | 東京キネマ倶楽部 |
| 2024年1月21日                | O-MENZ ONEMAN LIVE PROJECT「Elements」           | 渋谷O-EAST |
| 2024年9月29日- 2024年11月3日 | 全国5大都市ツアー「AREA ROCK」                   | 2024年9月29日 北海道 cube garden 2024年10月5日 福岡 DRUM Be-1 2024年10月19日 名古屋 ReNY limited 2024年10月27日 大阪 梅田QUATTORO 2024年11月3日 東京 Zepp shinjuku |
| 2025年5月24日 2025年5月25日  | O-MENZ ONEMAN LIVE PROJECT 「ALL IN」            | 渋谷LINE CUBE |
| 2026年2月22日                | O-MENZ ONEMAN LIVE PROJECT 「PRIDE & MYTHOLOGY」 | 東京国際フォーラム ホールA |

### ファンミーティング
| 開催日                        | タイトル                                             | 会場 |
| ----------------------------- | ---------------------------------------------------- | --- |
| 2022年12月10日                | O-MENZ FAN MEETING -ワルダクミ-                      | グレースバリ上野公園前店 |
| 2023年2月5日                  | O-MENZ FAN MEETING -ワルダクミvol.2-                 | 秋葉原from scratch |
| 2023年5月20日                 | O-MENZ FAN MEETING -ワルダクミvol.3-                 | 秋葉原from scratch |
| 2023年7月8日                  | O-MENZ FAN MEETING -ワルダクミvol.4-                 | 秋葉原from scratch |
| 2023年9月17日                 | O-MENZ FAN MEETING -ワルダクミvol.5-                 | 秋葉原from scratch |
| 2023年12月16日                | O-MENZ FAN MEETING -ワルダクミvol.6-                 | 秋葉原from scratch |
| 2024年2月24日                 | O-MENZ FAN MEETING -ワルダクミvol.7-                 | Yokohama mint hall |
| 2024年4月27日                 | O-MENZ FAN MEETING -ワルダクミvol.8                  | Yokohama mint hall |
| 2024年8月17日                 | O-MENZ FAN MEETING -ワルダクミvol.9-                 | Yokohama mint hall |
| 2024年9月15日                 | O-MENZ FAN MEETING -AREA ROCK決起集会編-             | Yokohama mint hall |
| 2024年11月16日                | O-MENZ FAN MEETING -AREA ROCK後夜祭編-               | Yokohama mint hall |
| 2024年12月30日                | O-MENZ FAN MEETING -ワルダクミ vol.10-               | 浅草花劇場 |
| 2025年2月2日                  | O-MENZ FAN MEETING -ワルダクミ vol.11-               | 横浜YTJホール |
| 2025年2月24日                 | O-MENZ FAN MEETING -ワルダクミ出張版in福岡-          | 福岡 GALA RESORT NAKASU |
| 2025年3月2日                  | O-MENZ FAN MEETING -ワルダクミ vol.12-               | 横浜YTJホール |
| 2025年7月5日                  | O-MENZ FAN MEETING -ワルダクミ vol.13-               | GARDEN新木場FACTORY |
| 2025年10月5日- 2025年12月21日 | ファンミーティングツアー「ワルダクミ～秋の大遠足～」 | 2025年10月5日 東京 ニューピアホール 2025年10月12日 福岡 あるあるCity 7Fホール 2025年10月25日 仙台 誰も知らない劇場 2025年11月23日 名古屋 のぶながホール 2025年11月24日 大阪 PLUSWIN HALL OSAKA 2025年12月21日 東京 THE GRAND HALL |

### フリーライブ「百戦錬磨」
| タイトル                                            | 開催日         | 都道府県 | 会場                                                                                               |
| --------------------------------------------------- | -------------- | -------- | -------------------------------------------------------------------------------------------------- |
| O-MENZ DEMO PROJECT 「百戦錬磨」 全7公演            | 2023年10月1日  | 埼玉県   | ララガーデン春日部                                                                                 |
| O-MENZ DEMO PROJECT 「百戦錬磨」 全7公演            | 2023年10月8日  | 東京都   | 新宿バスタ路上                                                                                     |
| O-MENZ DEMO PROJECT 「百戦錬磨」 全7公演            | 2023年10月15日 | 東京都   | カメイドクロック                                                                                   |
| O-MENZ DEMO PROJECT 「百戦錬磨」 全7公演            | 2023年10月21日 | 千葉県   | 印西BIGHOP                                                                                         |
| O-MENZ DEMO PROJECT 「百戦錬磨」 全7公演            | 2023年10月27日 | 東京都   | 汐留シオサイト                                                                                     |
| O-MENZ DEMO PROJECT 「百戦錬磨」 全7公演            | 2023年11月4日  | 千葉県   | モリシア津田沼                                                                                     |
| O-MENZ DEMO PROJECT 「百戦錬磨」 全7公演            | 2023年11月26日 | 東京都   | 新宿カブキhall～歌舞伎横丁                                                                         |
| O-MENZ DEMO PROJECT 「百戦錬磨-改-」 全12公演       | 2024年2月25日  | 東京都   | 歌舞伎町シネシティ広場                                                                             |
| O-MENZ DEMO PROJECT 「百戦錬磨-改-」 全12公演       | 2024年3月2日   | 神奈川県 | ラ チッタデッラ「MIMOSA FESTA 2024」                                                               |
| O-MENZ DEMO PROJECT 「百戦錬磨-改-」 全12公演       | 2024年3月9日   | 静岡県   | 高架下パークOMACHI                                                                                 |
| O-MENZ DEMO PROJECT 「百戦錬磨-改-」 全12公演       | 2024年3月15日  | 東京都   | 汐留シオサイト                                                                                     |
| O-MENZ DEMO PROJECT 「百戦錬磨-改-」 全12公演       | 2024年3月17日  | 新潟県   | イオンモール新潟南                                                                                 |
| O-MENZ DEMO PROJECT 「百戦錬磨-改-」 全12公演       | 2024年3月20日  | 埼玉県   | ウニクス川越                                                                                       |
| O-MENZ DEMO PROJECT 「百戦錬磨-改-」 全12公演       | 2024年3月24日  | 宮城県   | 仙台イービーンズ                                                                                   |
| O-MENZ DEMO PROJECT 「百戦錬磨-改-」 全12公演       | 2024年3月30日  | 東京都   | 町田ターミナルプラザ市民広場                                                                       |
| O-MENZ DEMO PROJECT 「百戦錬磨-改-」 全12公演       | 2024年4月7日   | 大阪府   | アメリカ村三角公園前リビアビジョン                                                                 |
| O-MENZ DEMO PROJECT 「百戦錬磨-改-」 全12公演       | 2024年4月13日  | 東京都   | ヴィレッジヴァンガード渋谷本店                                                                     |
| O-MENZ DEMO PROJECT 「百戦錬磨-改-」 全12公演       | 2024年4月14日  | 千葉県   | イオンタウンユーカリが丘                                                                           |
| O-MENZ DEMO PROJECT 「百戦錬磨-改-」 全12公演       | 2024年4月21日  | 栃木県   | 那須ハイランドパーク                                                                               |
| フリーライブツアー 「百戦錬磨-昇-」 全7公演         | 2024年7月14日  | 千葉県   | イオンタウン成田富里                                                                               |
| フリーライブツアー 「百戦錬磨-昇-」 全7公演         | 2024年7月21日  | 埼玉県   | イオンモール羽生                                                                                   |
| フリーライブツアー 「百戦錬磨-昇-」 全7公演         | 2024年7月27日  | 滋賀県   | 石山商店街「第61回 石山土曜夜市」                                                                  |
| フリーライブツアー 「百戦錬磨-昇-」 全7公演         | 2024年7月28日  | 滋賀県   | ライブハウスユーストン「RED it MIYAVI vol.2」                                                      |
| フリーライブツアー 「百戦錬磨-昇-」 全7公演         | 2024年8月5日   | 静岡県   | 熱海親水公園「熱海海上花火大会2024」                                                               |
| フリーライブツアー 「百戦錬磨-昇-」 全7公演         | 2024年8月12日  | 神奈川県 | チネチッタ川崎「CITTA'の夏祭り2024」                                                               |
| フリーライブツアー 「百戦錬磨-昇-」 全7公演         | 2024年8月21日  | 東京都   | よみうりランド                                                                                     |
| フリーライブツアー 「百戦錬磨-賽-」 全11公演＋1公演 | 2024年12月7日  | 東京都   | 東京 上野公園「下町ハイカロリーフェス」                                                            |
| フリーライブツアー 「百戦錬磨-賽-」 全11公演＋1公演 | 2024年12月14日 | 宮城県   | 仙台イービーンズ                                                                                   |
| フリーライブツアー 「百戦錬磨-賽-」 全11公演＋1公演 | 2025年1月11日  | 千葉県   | イオンタウンユーカリが丘                                                                           |
| フリーライブツアー 「百戦錬磨-賽-」 全11公演＋1公演 | 2025年1月25日  | 東京都   | 代々木公園野外音楽堂「冬祭！地酒＆地肴 in 代々木『HERO GATE』」                                    |
| フリーライブツアー 「百戦錬磨-賽-」 全11公演＋1公演 | 2025年1月26日  | 千葉県   | イオンタウンおゆみ野                                                                               |
| フリーライブツアー 「百戦錬磨-賽-」 全11公演＋1公演 | 2025年2月22日  | 福岡県   | イオンモール香椎浜                                                                                 |
| フリーライブツアー 「百戦錬磨-賽-」 全11公演＋1公演 | 2025年2月23日  | 福岡県   | イオンモール大牟田                                                                                 |
| フリーライブツアー 「百戦錬磨-賽-」 全11公演＋1公演 | 2025年3月21日  | 大阪府   | イオンモール茨木                                                                                   |
| フリーライブツアー 「百戦錬磨-賽-」 全11公演＋1公演 | 2025年3月22日  | 滋賀県   | ライブハウスユーストン「RED it MIYAVI vol.3」                                                      |
| フリーライブツアー 「百戦錬磨-賽-」 全11公演＋1公演 | 2025年3月23日  | 滋賀県   | 草津エイスクエア                                                                                   |
| フリーライブツアー 「百戦錬磨-賽-」 全11公演＋1公演 | 2025年3月30日  | 埼玉県   | イオンレイクタウンmori                                                                             |
| フリーライブツアー 「百戦錬磨-賽-」 全11公演＋1公演 | 2025年5月3日   | 広島県   | 広島平和記念公園「2025ひろしまフラワーフェスティバル」 ※追加公演「百戦錬磨-彩-」として             |
| フリーライブツアー 「百戦錬磨-進-」                 | 2025年6月14日  | 熊本県   | グリーンランド                                                                                     |
| フリーライブツアー 「百戦錬磨-進-」                 | 2025年6月15日  | 鹿児島県 | イオンタウン姶良                                                                                   |
| フリーライブツアー 「百戦錬磨-進-」                 | 2025年7月20日  | 高知県   | イオンモール高知                                                                                   |
| フリーライブツアー 「百戦錬磨-進-」                 | 2025年7月26日  | 埼玉県   | アリオ川口「熱狂！エンタメカーニバル」                                                             |
| フリーライブツアー 「百戦錬磨-進-」                 | 2025年7月27日  | 栃木県   | 那須ガーデンアウトレット                                                                           |
| フリーライブツアー 「百戦錬磨-進-」                 | 2025年8月3日   | 愛知県   | プライムツリー赤池「熱狂！エンタメカーニバル」 ※特別編「百戦錬磨-武-」として REAL AKIBA BOYSと共演 |
| フリーライブツアー 「百戦錬磨-進-」                 | 2025年8月5日   | 静岡県   | 熱海親水公園「熱海海上花火大会2025」                                                               |
| フリーライブツアー 「百戦錬磨-進-」                 | 2025年8月10日  | 千葉県   | 東京ドイツ村                                                                                       |
| フリーライブツアー 「百戦錬磨-進-」                 | 2025年8月11日  | 茨城県   | イオンタウン水戸南                                                                                 |
| フリーライブツアー 「百戦錬磨-進-」                 | 2025年8月16日  | 群馬県   | スマーク伊勢崎                                                                                     |
| フリーライブツアー 「百戦錬磨-進-」                 | 2025年8月23日  | 静岡県   | イオンタウン富士南                                                                                 |
| フリーライブツアー 「百戦錬磨-進-」                 | 2025年9月6日   | 山梨県   | ラザウォーク甲斐双葉                                                                               |
| フリーライブツアー 「百戦錬磨-進-」                 | 2025年9月7日   | 静岡県   | エスパルドリームプラザ                                                                             |
| フリーライブツアー 「百戦錬磨-進-」                 | 2025年9月13日  | 愛知県   | イオンモール名古屋茶屋                                                                             |
| フリーライブツアー 「百戦錬磨-進-」                 | 2025年9月14日  | 岐阜県   | イオンモール土岐                                                                                   |
| フリーライブツアー 「百戦錬磨-進-」                 | 2025年9月15日  | 長野県   | イオンモール松本                                                                                   |
| フリーライブツアー 「百戦錬磨-進-」                 | 2025年9月22日  | 埼玉県   | イオンレイクタウンmori                                                                             |
| フリーライブツアー 「百戦錬磨-進-」                 | 2025年9月26日  | 栃木県   | イオンモール佐野新都市 ※「岩下の新生姜」コラボ回。「イワシカちゃん」と共演                         |
| フリーライブツアー 「百戦錬磨-進-」                 | 2025年9月28日  | 千葉県   | イオンモール幕張新都心                                                                             |